# Nesenicocephalus
Nesenicocephalus is een geslacht van wantsen uit de familie van de Enicocephalidae. Het geslacht werd voor het eerst wetenschappelijk beschreven door Usinger in 1939.

## Soorten
Het genus bevat de volgende soorten:

- Nesenicocephalus hawaiiensis Usinger, 1939
- Nesenicocephalus philippinensis Usinger, 1939